# Institut für Luft- und Kältetechnik
Das Institut für Luft- und Kältetechnik (ILK Dresden) ist eine unabhängige außeruniversitäre Forschungseinrichtung in der Rechtsform einer gemeinnützigen Gesellschaft mbH. Das ILK Dresden betreibt industrienahe Forschung, Entwicklung und Technologietransfer auf den Fachgebieten und Anwendungsbereichen der Luft- und Kältetechnik sowie weiterer angewandter Technologien einschließlich der entsprechenden Wissenschaftsgebiete und Technologiebereiche.

## Geschichte
Nach der Teilung des Instituts für Chemie- und Kälteausrüstung im Jahr 1963 wurde durch Gewinnung   junger Ingenieure bis 1964 das Institut für Luft- und Kältetechnik in der DDR gegründet. Die Forschungs- und Entwicklungsaufgaben des ILK waren sehr vielseitig und nicht nur auf die mehr als 20 Betriebe des Kombinates Luft- und Kältetechnik, sondern auf alle Betriebe der Branche, aber auch auf die Anwender in Industrie, Landwirtschaft und in kulturellen Einrichtungen ausgerichtet. Aus dieser breiten Tätigkeit entstand eine Integrationsphilosophie der Luft- und Kältetechnik von der Kryotechnik über die Kälte- und Klimatechnik bis zur Werkstoff- und Filtertechnik, die auch alle Zentralisierungs-Wirrnisse der DDR überstanden hat.  Nach der Wende erfolgte die Gründung einer gemeinnützigen Forschungs-GmbH im Jahr 1990.
Alleiniger Gesellschafter des ILK Dresden ist der gemeinnützige Förderverein zur Förderung der Luft- und Kältetechnik e.V. Der Zweck des Vereins ist die Förderung der Verbreitung neuester wissenschaftlicher Errungenschaften auf den ILK-Fachgebieten sowie die Förderung des wissenschaftlichen Nachwuchses.

## Forschung und Entwicklung
Das  ILK Dresden  umfasst unterschiedliche Technologiebereiche, in denen in einem interdisziplinären Team aus Ingenieuren, Chemikern und Physikern Forschungs- und Entwicklungsarbeiten durchgeführt wird.

### Kryotechnik und Tieftemperaturphysik
Der ILK-Hauptbereich Kryotechnik und Tieftemperaturphysik forscht an der Entwicklung von Kryokühlern, Millikelvin-Kühlsystemen und kryotechnischen Komponenten, der Erforschung von Materialeigenschaften bei tiefen Temperaturen sowie in der Kryobiotechnologie, im Besonderen in der Kryokonservierung von Biosystemen und in der Kryomedizin.

### Kälte- und Wärmepumpentechnik
Der ILK-Hauptbereich Kälte- und Wärmepumpentechnik erforscht und entwickelt energieeffiziente und innovative Verfahren und Geräte der Kälteerzeugung im weiten Temperaturbereich, von der Tiefkühlung bis zur Klimakälte und Wärmepumpentechnik.

### Luft- und Klimatechnik
Der ILK-Hauptbereich Luft- und Klimatechnik entwickelt neuartige Lösungen für energieeffiziente und innovative Produkte und Verfahren im weiten Bereich der Technologien zur Luftbehandlung.
Die ILK-Technologien umfassen das Gebiet der technischen Gebäudeausrüstung / Raumlufttechnik, insbesondere die Heizungstechnik, Lüftungstechnik, Klimatechnik sowie das Gebiet der Luftreinhaltung mit der Luftfiltertechnik und Abgasreinigung.

### Angewandte Werkstofftechnik
Der ILK-Hauptbereich Angewandte Werkstofftechnik hat seine Kernkompetenzen auf dem Gebiet Kälte- und lufttechnischer Arbeitsstoffe, deren Stabilität und Kompatibilität mit Werkstoffen, Mess-/Steuer- und Regelungstechnik komplexer Anlagensysteme, Lecksuche/Dichtheitsprüfung sowie Photovoltaik-Anwendungen.

### Angewandte Energietechnik
Im ILK-Hauptbereich Angewandte Energietechnik werden neuartige Lösungen für energieeffiziente und innovative Produkte und Verfahren auf den Gebieten Kältetechnik und Wärmetechnik im Rahmen komplexer Energiesysteme entwickelt.